# Černová
Černová (ungarisch Csernova) ist ein Ort und Stadtteil der slowakischen Stadt Ružomberok (deutsch Rosenberg). Der Ort liegt im westlichen Teil der Stadt am linken Ufer der Waag, umgeben von Bergen der Großen Fatra. Das Gebiet des Stadtteils umfasst den Raum zwischen den Bächen Bystrý potok im Westen und Čutkovský potok im Osten.

## Geschichte

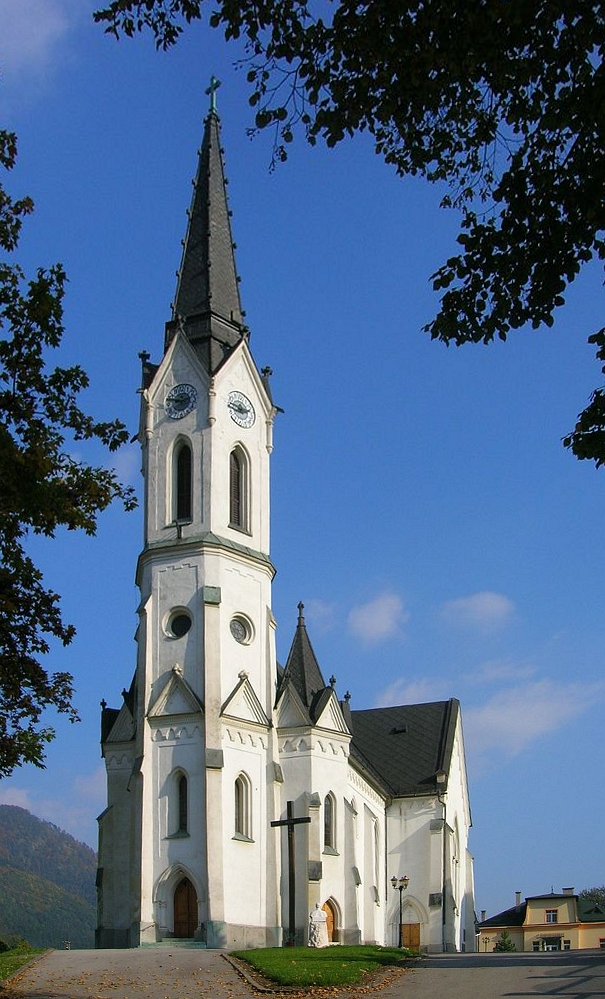
Kirche in Černová

Der Ort wurde zum ersten Mal 1376 als Czernaw schriftlich erwähnt und ist nach einem Stadtbürger namens Černo benannt worden. Dieser wurde Schultheiß der bereits bestehenden Siedlung und ließ sie administrativ nach Rosenberg eingliedern. Fortan wurde Černová zuerst zu einer „Straße“, dann zum Stadtteil. 1625 standen hier neun Häuser mit 17 Bauernfamilien und sechs Anwesen von Häuslern. 1715 wohnten hier 32, 1720 nur noch 26 Steuerzahler. 1784 hatte die Ortschaft 77 Häuser und 601 Einwohner, 1828 zählte man 107 Häuser und 880 Einwohner.
Traurige Bekanntheit erlangte der Ort durch das Massaker von Černová am 27. Oktober 1907, das seinerzeit die Aufmerksamkeit der Welt auf die Verhältnisse im Königreich Ungarn lenkte.
Bis 1918 gehörte der Ort im Komitat Liptau zum Königreich Ungarn und kam danach zur neu entstandenen Tschechoslowakei beziehungsweise heutigen Slowakei.

## Bauwerke und Denkmäler
- Römisch-katholische Kirche Maria von Rosenkranz im neogotischen Stil aus dem Jahr 1907, nach einem Projekt des slowakischen Architekten Milan Michal Harminc[3]

## Söhne und Töchter von Černová
- Andrej Hlinka (1864–1938), Priester und Politiker
- Vendelín Javorka (1882–1966), Priester und Missionar
- Anton Šulík (1931–1999), Schauspieler